# Běloruská hokejová reprezentace do 20 let
Běloruská hokejová reprezentace do 20 let je výběrem nejlepších běloruských hráčů ledního hokeje v této věkové kategorii. Mužstvo je účastníkem skupiny A I. divize juniorského mistrovství světa. Celkem osmkrát se Bělorusové přestavili na hlavním turnaji. Žádný Bělorus na MSJ nikdy nebyl oceněn žádným individuálním oceněním a celkově tým nikdy neskočil lépe, než na deváté příčce.
Po rozpadu Sovětského svazu poprvé startovalo samostatné Bělorusko v rámci mistrovství 1995, předtím dvakrát hrál výběr v kvalifikačních turnajích o zařazení do C-skupiny šampionátu. Před vznikem mužstva hráli nejlepší běloruští hráči za sovětskou juniorskou reprezentaci.

## Účast v elitní skupiněmistrovství světa
| MS       | Místo konání                         | Umístění           | Soupiska                                              |
| -------- | ------------------------------------ | ------------------ | ----------------------------------------------------- |
| MSJ 1999 | Kanada (Winnipeg, Brandon)           | 10. místo (sestup) | soupiska                                              |
| MSJ 2001 | Rusko (Moskva, Podolsk)              | 9. místo           | soupiska                                              |
| MSJ 2002 | Česko (Pardubice, Hradec Králové)    | 9. místo           | soupiska                                              |
| MSJ 2003 | Kanada (Halifax, Sydney)             | 10. místo (sestup) | soupiska                                              |
| MSJ 2005 | USA (Grand Forks, Thief River Falls) | 10. místo (sestup) | soupiska                                              |
| MSJ 2007 | Švédsko (Leksand, Mora)              | 10. místo (sestup) | soupiska                                              |
| MSJ 2016 | Finsko (Helsinky)                    | 10. místo (sestup) | soupiska                                              |
| MSJ 2018 | USA (Buffalo)                        | 10. místo (sestup) | soupiska Archivováno 26. 12. 2017 na Wayback Machine. |

## Individuální rekordy na MSJ
(pouze elitní skupina)

### Celkové
Utkání: 26, Andrej Kosticyn (2001, 2002, 2003, 2005)
Góly: 8, Konstantin Kolcov (1999, 2001)
Asistence: 5, Andrej Kosticyn (2001, 2002, 2003, 2005) a Jevgenij Kurilin (1999)
Body: 12, Konstantin Kolcov (1999, 2001)
Trestné minuty: 35, Sergej Kosticyn(2005, 2007)
Vychytaná čistá konta: 0
Vychytaná vítězství: 2, Valerij Pronin  (2007)

### Za turnaj
Góly: 4, Konstantin Kolcov (1999 a 2001) a Michail Stefanovič (2007)
Asistence: 5, Jevgenij Kurilin (1999)
Body: 7, Konstantin Kolcov a Jevgenij Kurilin (oba 1999)
Trestné minuty: 34, Andrej Karev (2005)
Vychytaná čistá konta:  0
Vychytaná vítězství: 2, Valerij Pronin  (2007)

## Souhrn výsledků v nižších divizích
B skupina (od roku 2000 I. divize) je druhou kategorií MS, třetí kategorií je C skupina (od roku 2000 II. divize).
| - 1993, 1994, 1995 - kvalifikace o C skupinu (1995 postup) - 1995 - 4. místo v C skupině - 1996 - 4. místo v C skupině - 1997 - 1. místo v C skupině (postup) - 1998 - 1. místo v B skupině (postup) - 2000 - 1. místo v B skupině (postup) - 2004 - 1. místo v jedné ze dvou skupin I. divize (postup) - 2006 - 1. místo v jedné ze dvou skupin I. divize (postup) - 2008 - 2. místo v jedné ze dvou skupin I. divize - 2009 - 2. místo v jedné ze dvou skupin I. divize | - 2010 - 2. místo v jedné ze dvou skupin I. divize - 2011 - 2. místo v jedné ze dvou skupin I. divize - 2012 - 2. místo v A skupině I. divize - 2013 - 2. místo v A skupině I. divize - 2014 - 3. místo v A skupině I. divize - 2015 - 1. místo v A skupině I. divize (postup) - 2017 - 1. místo v A skupině I. divize (postup) - 2019 - 2. místo v A skupině I. divize - 2020 - 3. místo v A skupině I. divize - 2021 - nižší divize zrušeny kvůli pandemii koronaviru |